# 앤디 딕
앤디 딕(Andy Dick, 1965년 12월 21일 ~ )은 미국의 희극인이자 배우이다.

## 영화 활동
- 베스트 맨